# 圣庞斯德托米耶尔
圣庞斯德托米耶尔（法語：Saint-Pons-de-Thomières，法語發音：[sɛ̃ pɔ̃s də tɔmjɛʁ]），法国南部市镇，位于奥克西塔尼大区埃罗省，隶属于贝济耶区，其市镇面积为40.99平方公里，2022年1月1日时人口数量为1,718人，在法国城市中排名第6,123位。
圣庞斯德托米耶尔位于埃罗省西北部，上朗格多克自然保护区腹地，若尔河发源于此，是一个区域性的中心城市，多个方向的公路在此交汇。

## 地名来源
“Saint-Pons”一名可能来自图卢兹伯爵雷蒙·庞斯，他曾在此地主持修建了一座修道院；“-de-Thomières”这一后缀自1979年起成为当地官方名称的一部分。
圣庞斯德托米耶尔所处区域历史上曾通行奥克语，“Saint-Pons-de-Thomières”在奥克语维基百科中对应的拼写形为“Sant Ponç de Tomièiras”，在同语言的Openstreetmap中则被标记为“Sant Pons de Tomièiras”。
此外，因收录及翻译标准不同，“Saint-Pons-de-Thomières”在部分汉语资料中以“St-Pons”的形式被记载并被翻译为圣蓬斯。

## 历史

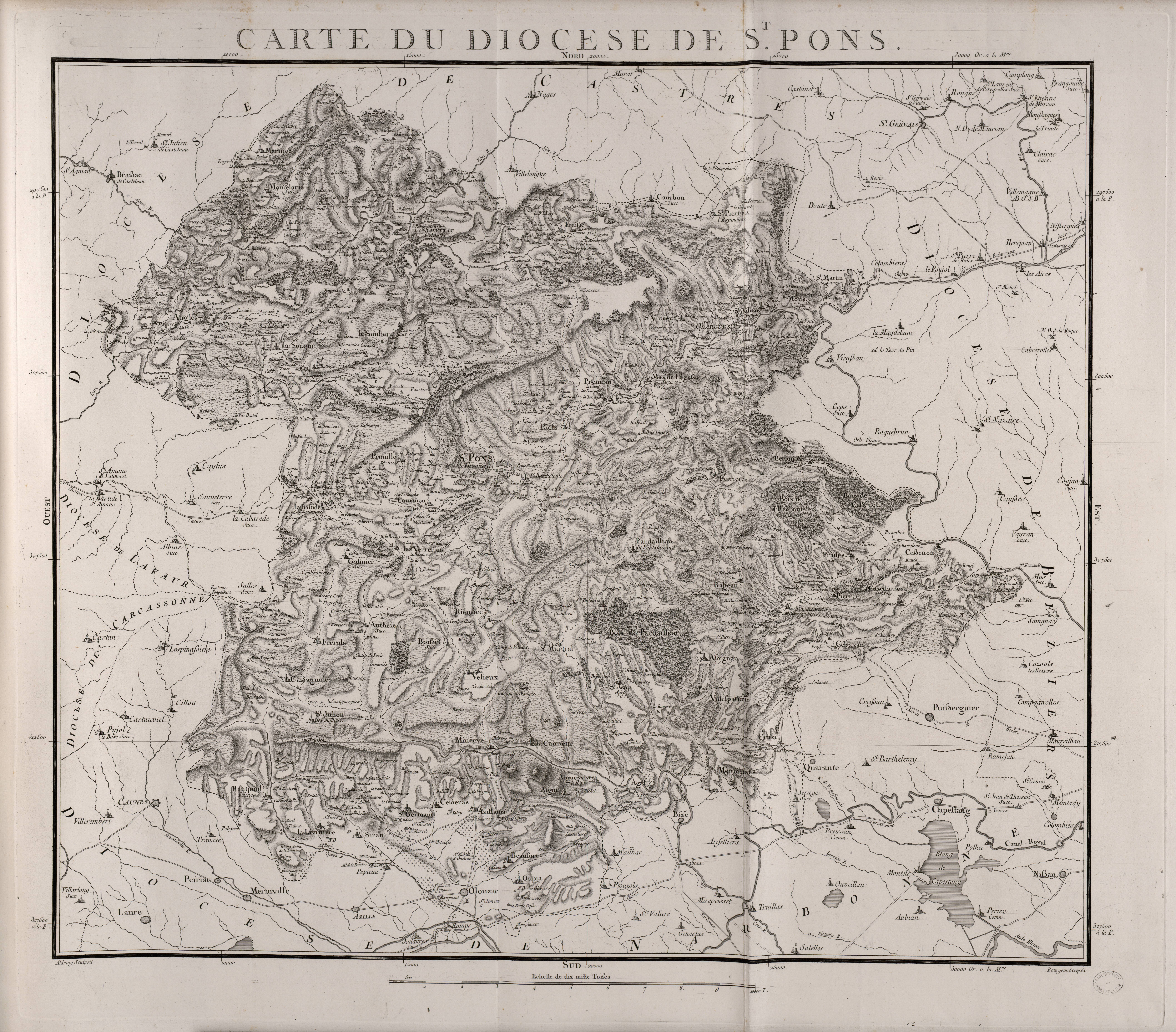
18世纪末圣庞斯主教区地图

圣庞斯德托米耶尔的早期历史尚不清楚。根据当地官方网站的论述，圣庞斯德托米耶尔早在高卢时期就已形成聚落，当地可查证的历史最早可追溯至公元936年，彼时图卢兹伯爵雷蒙·庞斯在此兴建了一座修道院，此后修道院附近出现了城墙。阿尔比十字军期间，圣庞斯曾遭到破坏。公元1319年，天主教纳博讷教区被拆分，圣庞斯独立成为同名主教区的首府，原有的修道院被扩建为圣庞斯大教堂，成为教座所在地。中世纪末期，圣庞斯因纺织业而兴盛。宗教战争期间，新教徒曾占领圣庞斯并烧毁了当地的多处建筑。自17世纪末起，圣庞斯的社会经济逐渐恢复，在主教皮埃尔-让-弗朗索瓦·佩尔桑·德蒙加亚尔的支持下，圣庞斯大教堂外立面得以翻新。法国大革命后，圣庞斯成为埃罗省的一个市镇，并自1793年起成为该省的一个地区行署，后于1801年起改制为副省会。1864年，圣庞斯西南的部分区域被划出成为韦尔里德穆桑的一部分；1884年，圣庞斯西部被独立划出成为新市镇库尔尼乌。1889年，途经圣庞斯的卡斯特尔—贝达里约铁路全线建成通车。20世纪后，受纺织业衰败等因素的影响，圣庞斯的居民数量逐年下降。1926年，根据庞加莱改革方案，圣庞斯副省会被撤销，原圣庞斯区整体并入贝济耶区。二战后，得益于旅游业的发展，当地出现了多处游客接待设施。圣庞斯德托米耶尔附近的铁路线于20世纪80年代彻底废弃。

## 地理

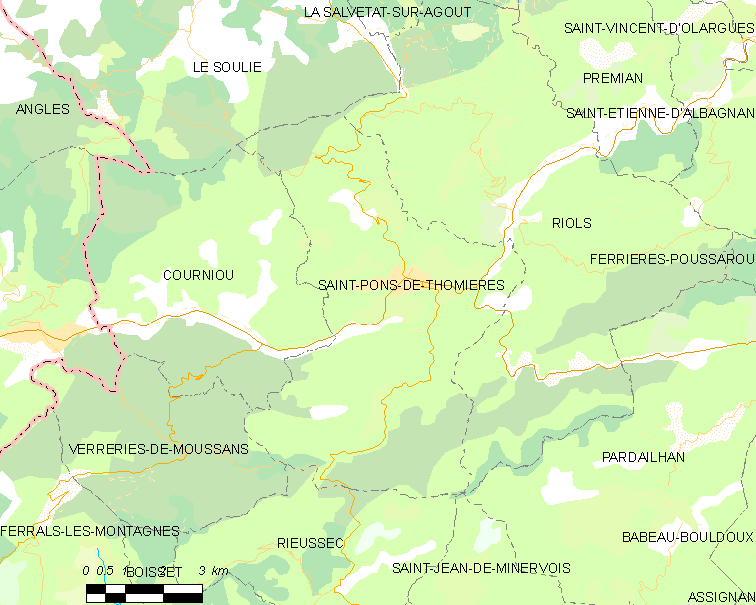
圣庞斯德托米耶尔市镇范围地图

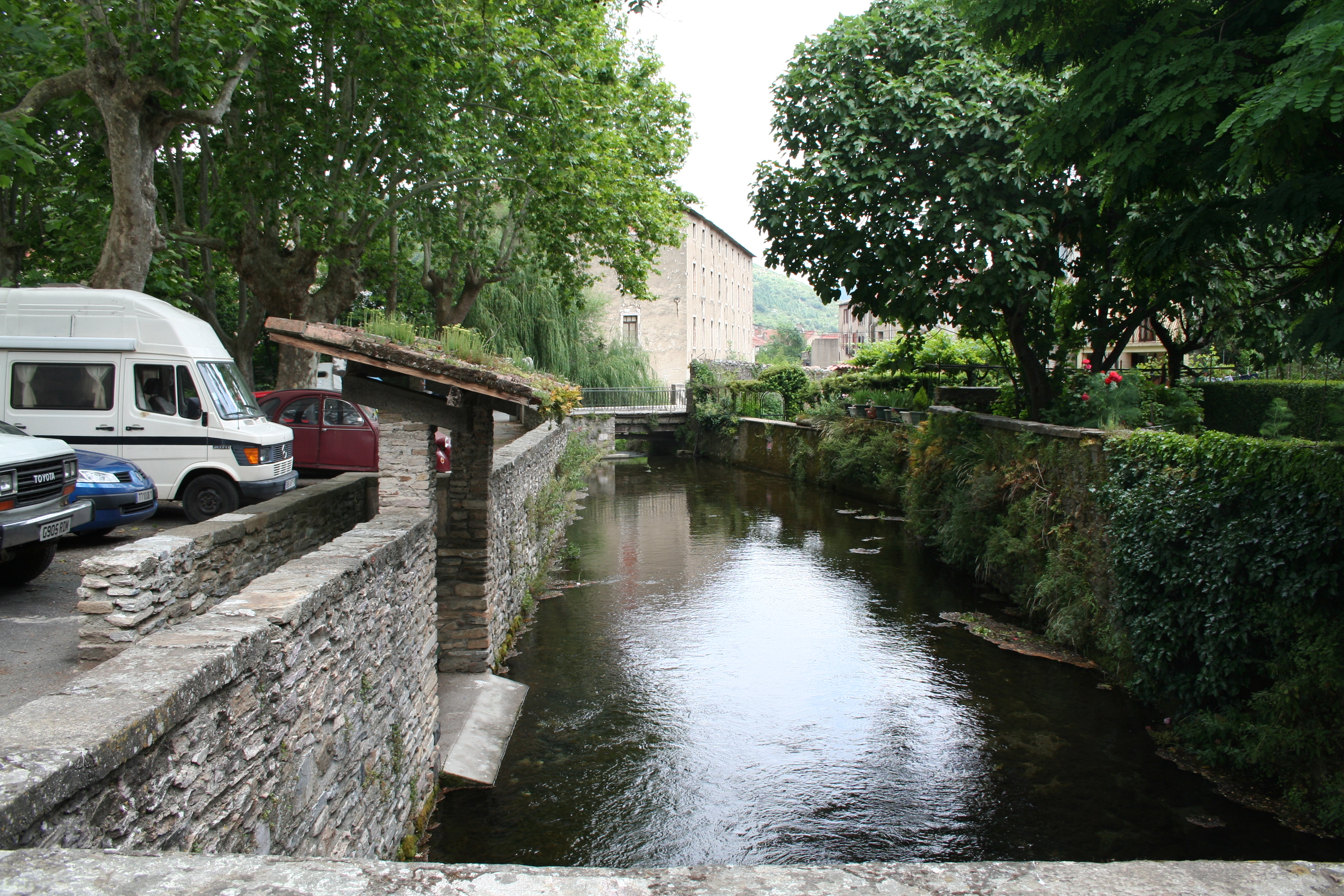
若尔河圣庞斯德托米耶尔段

圣庞斯德托米耶尔位于法国南部，奥克西塔尼大区中部和埃罗省西北部，距离省会蒙彼利埃大约117公里。与圣庞斯德托米耶尔接壤的市镇包括：库尔尼乌、勒苏列、帕尔达扬、里约塞克、里奥尔斯、韦尔里德穆桑和圣让德米内尔瓦。

### 地形
圣庞斯德托米耶尔位于法国中央高原南部，卡鲁-埃斯皮努斯山和拉科讷山之间，境内以丘陵和山地为主，市镇中心位于一处河谷地带，全境海拔在273到1,026米之间。

### 水文
圣庞斯德托米耶尔位于奥尔布河流域范围内，若尔河发源于市镇范围西部并自西向东流经镇中心，其右岸支流萨莱斯河（La Salesse）亦发源于圣庞斯德托米耶尔境内，该河自西向东流经市镇南部。

### 植被
圣庞斯德托米耶尔属于温带阔叶混交林区，林地广泛分布于市镇范围内的大部分区域，当地的森林覆盖率超过84%。上朗格多克自然保护区建立于1973年，其管理中心位于圣庞斯德托米耶尔。
在鲜花城市的评比中，圣庞斯德托米耶尔暂未被评级。

### 气候
圣庞斯德托米耶尔在柯本气候分类法中属于带有大陆性及山地特征地中海气候（Csb）。
距离圣庞斯德托米耶尔最近的常年气象站位于库尔尼乌境内，以下为该气象站的数据（其中日照数据取自卡尔卡松）：
| 库尔尼乌 1981年－2019年 | 库尔尼乌 1981年－2019年 | 库尔尼乌 1981年－2019年 | 库尔尼乌 1981年－2019年 | 库尔尼乌 1981年－2019年 | 库尔尼乌 1981年－2019年 | 库尔尼乌 1981年－2019年 | 库尔尼乌 1981年－2019年 | 库尔尼乌 1981年－2019年 | 库尔尼乌 1981年－2019年 | 库尔尼乌 1981年－2019年 | 库尔尼乌 1981年－2019年 | 库尔尼乌 1981年－2019年 | 库尔尼乌 1981年－2019年 |
| 月份                    | 1月                     | 2月                     | 3月                     | 4月                     | 5月                     | 6月                     | 7月                     | 8月                     | 9月                     | 10月                    | 11月                    | 12月                    | 全年                    |
| ----------------------- | ----------------------- | ----------------------- | ----------------------- | ----------------------- | ----------------------- | ----------------------- | ----------------------- | ----------------------- | ----------------------- | ----------------------- | ----------------------- | ----------------------- | ----------------------- |
| 历史最高温 °C（°F）     | 19.9 (67.8)             | 23 (73)                 | 26.5 (79.7)             | 28.2 (82.8)             | 31.8 (89.2)             | 36 (97)                 | 35.9 (96.6)             | 39.3 (102.7)            | 33 (91)                 | 29.1 (84.4)             | 24.5 (76.1)             | 22 (72)                 | 39.3 (102.7)            |
| 平均高温 °C（°F）       | 8 (46)                  | 8.8 (47.8)              | 11.9 (53.4)             | 14.3 (57.7)             | 18.5 (65.3)             | 22.6 (72.7)             | 25.8 (78.4)             | 25.6 (78.1)             | 21.7 (71.1)             | 16.8 (62.2)             | 11.4 (52.5)             | 8.6 (47.5)              | 16.2 (61.2)             |
| 日均气温 °C（°F）       | 4.8 (40.6)              | 5.3 (41.5)              | 7.8 (46.0)              | 9.9 (49.8)              | 13.7 (56.7)             | 17.4 (63.3)             | 20.2 (68.4)             | 20 (68)                 | 16.6 (61.9)             | 12.9 (55.2)             | 8.1 (46.6)              | 5.5 (41.9)              | 11.9 (53.4)             |
| 平均低温 °C（°F）       | 1.7 (35.1)              | 1.8 (35.2)              | 3.7 (38.7)              | 5.6 (42.1)              | 8.9 (48.0)              | 12.1 (53.8)             | 14.5 (58.1)             | 14.4 (57.9)             | 11.5 (52.7)             | 9.1 (48.4)              | 4.9 (40.8)              | 2.3 (36.1)              | 7.5 (45.5)              |
| 历史最低温 °C（°F）     | −15.5 (4.1)             | −11.7 (10.9)            | −12.5 (9.5)             | −2.5 (27.5)             | −1.2 (29.8)             | 3.5 (38.3)              | 5.5 (41.9)              | 5 (41)                  | −0.3 (31.5)             | −2 (28)                 | −8.2 (17.2)             | −10.5 (13.1)            | −15.5 (4.1)             |
| 平均降水量 mm（）       | 161 (6.3)               | 148.5 (5.85)            | 117.9 (4.64)            | 151.6 (5.97)            | 102.6 (4.04)            | 58 (2.3)                | 35.4 (1.39)             | 60.5 (2.38)             | 92.6 (3.65)             | 162.8 (6.41)            | 174.5 (6.87)            | 179.3 (7.06)            | 1,444.7 (56.88)         |
| 月均日照時數            | 97.2                    | 119.6                   | 172.6                   | 188.1                   | 214.7                   | 239.7                   | 275.4                   | 260.4                   | 212.9                   | 144.6                   | 102.5                   | 91.6                    | 2,119.3                 |
| 来源：infoclimat.fr     |                         |                         |                         |                         |                         |                         |                         |                         |                         |                         |                         |                         |                         |

## 行政区划
圣庞斯德托米耶尔的市镇编号为34284，邮政编号为34220。
在行政管理方面，圣庞斯德托米耶尔隶属于法国奥克西塔尼大区埃罗省贝济耶区；在地方选举方面，圣庞斯德托米耶尔是圣庞斯德托米耶尔县的中央投票站所在地，其市镇范围全境被划入埃罗省第五选区；在社会管理方面，圣庞斯德托米耶尔是米内尔瓦—卡鲁市镇公共社区的办公驻地。
截至2023年11月，圣庞斯德托米耶尔市镇范围内暂无任何城市敏感街区及城市政策优先街区。
法国国家统计与经济研究所（简称）在进行数据统计时，未将圣庞斯德托米耶尔划入任何城市核心区（Unité urbaine）、城市区（Aire urbaine）及城市辐射区（Aire d'attraction）。此外，还将圣庞斯德托米耶尔市镇整体看作一个“块区”（IRIS），以便于统计人口分布情况。

## 交通

### 公路
埃罗省省道D55线、D147线、D196线、D612线、D907线和D908线在圣庞斯德托米耶尔境内交汇。奥克西塔尼大区公共交通下属的682线、685线、753线和762线城际巴士经过圣庞斯德托米耶尔，可前往蒙彼利埃、贝达里约、贝济耶、卡斯特尔、马扎梅等地；另有集市摆渡巴士692线、694线和695线，可连接圣庞斯德托米耶尔附近的一些市镇。
| 36 | 52 |

| 57 | 73 |

| 蒙彼利埃 | 122 |

| 纳博讷 | 52 |

| 卡斯特尔 | 53 |

| 马扎梅 | 35 |

| 贝济耶 | 52 |

| 贝达里约 | 43 |

2020年，43.1%的圣庞斯德托米耶尔家庭拥有至少一辆私人汽车。2021年，圣庞斯德托米耶尔境内共发生各类交通事故1起，造成1人遇难。

### 铁路
途经圣庞斯的卡斯特尔—贝达里约铁路已于1987年关闭。
距离圣庞斯德托米耶尔最近的运营中的客运铁路车站为35公里外的马扎梅站，该站停靠前往图卢兹方向的区域列车。

### 航空
距离圣庞斯德托米耶尔最近的民用航空站为47公里外的卡斯特尔-马扎梅机场。

### 城市公共交通
截至2023年11月，圣庞斯德托米耶尔暂无城市公共交通系统。

## 政治

### 市政内阁

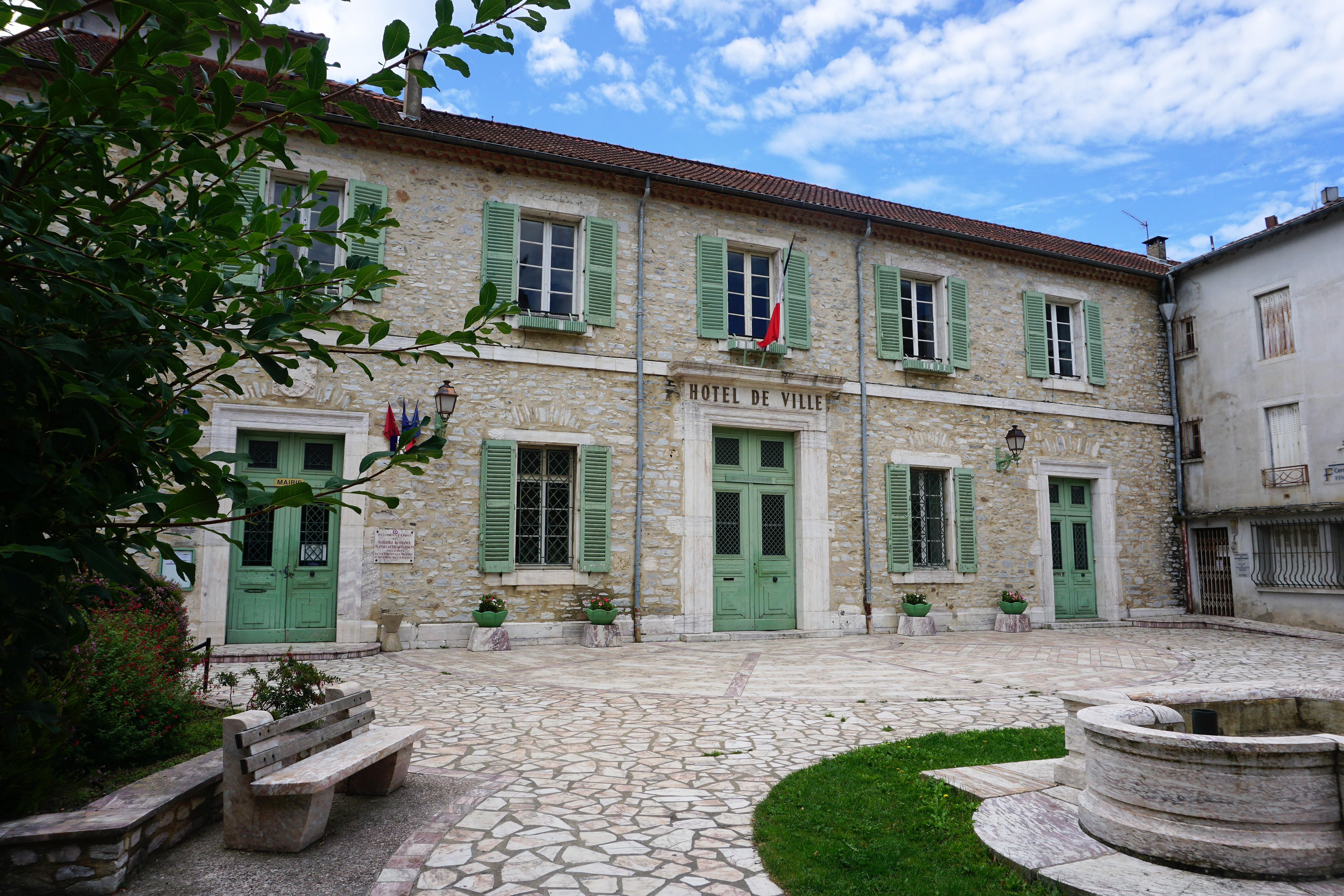
圣庞斯德托米耶尔市政厅

圣庞斯德托米耶尔的现任市长为安德烈·阿鲁什先生（André ARROUCHE），他是复兴党的一名成员，在2020年的市政选举中获得了57.40%的支持率。
| 圣庞斯德托米耶尔历届市长 | 圣庞斯德托米耶尔历届市长             | 圣庞斯德托米耶尔历届市长     |
| 任期                     | 市长                                 | 党派                         |
| ------------------------ | ------------------------------------ | ---------------------------- |
| 1945年－1947年           | Emile FONTÈS 埃米尔·丰泰斯           | 不详                         |
| 1947年－1965年           | Raoul FONTÈS 拉乌尔·丰泰斯           | 不详                         |
| 1965年－1977年           | Jean GLEIZES 让·格莱兹               | RAD激进党 →PRG左派激進黨     |
| 1977年－1995年           | Georgette TAILHADÈS 若热特·塔亚代斯  | PS社会党                     |
| 1995年－2012年           | Kléber MESQUIDA 克莱贝·梅基达        | PS社会党                     |
| 2012年－2014年           | Christian AUZIAS 克里斯蒂安·奥齐亚斯 | PS社会党                     |
| 2014年－2020年           | Georges CÈBE 乔治·塞布               | DVG左翼无党派人士            |
| 2020年－                 | André ARROUCHE 安德烈·阿鲁什         | PS社会党 →Agir行动 →LREM复兴 |

### 各级选举
| 圣庞斯德托米耶尔历届投票选举结果 | 圣庞斯德托米耶尔历届投票选举结果 | 圣庞斯德托米耶尔历届投票选举结果 | 圣庞斯德托米耶尔历届投票选举结果 | 圣庞斯德托米耶尔历届投票选举结果 | 圣庞斯德托米耶尔历届投票选举结果 | 圣庞斯德托米耶尔历届投票选举结果 | 圣庞斯德托米耶尔历届投票选举结果 | 圣庞斯德托米耶尔历届投票选举结果 | 圣庞斯德托米耶尔历届投票选举结果 |
| 选举项目                         | 选举范围                         | 选区单位                         | 选区单位内的选举结果             | 选区单位内的选举结果             | 选区单位内的选举结果             | 选区单位内的选举结果             | 选区单位内的选举结果             | 选区单位内的选举结果             | 参考资料                         |
| 选举项目                         | 选举范围                         | 选区单位                         | 第一轮胜出者                     | 第一轮胜出者                     | 支持率                           | 第二轮胜出者                     | 第二轮胜出者                     | 支持率                           | 参考资料                         |
| -------------------------------- | -------------------------------- | -------------------------------- | -------------------------------- | -------------------------------- | -------------------------------- | -------------------------------- | -------------------------------- | -------------------------------- | -------------------------------- |
| 2017年法國總統選舉               | 法國                             | 市镇                             |                                  | 让-吕克·梅朗雄                   | 25.79%                           |                                  | 埃马纽埃尔·马克龙                | 59.98%                           | [ 25 ]                           |
| 2017年法国立法选举               | 埃罗省第五选区                   | 市镇                             |                                  | 玛丽·帕西厄                      | 35.9%                            |                                  | 菲利普·于佩                      | 70.67%                           | [ 25 ]                           |
| 2019年欧洲议会选举               | 法國                             | 市镇                             |                                  | 若尔丹·巴尔代拉                  | 25.78%                           | （不适用）                       | （不适用）                       | （不适用）                       | [ 27 ]                           |
| 2021年法国省级选举               | 埃罗省                           | 县                               |                                  | 克莱贝·梅基达 玛丽-皮埃尔·蓬斯   | 57.63%                           |                                  | 克莱贝·梅基达 玛丽-皮埃尔·蓬斯   | 72.19%                           | [ 28 ]                           |
| 2021年法国省级选举               | 埃罗省                           | 市镇                             |                                  | 克莱贝·梅基达 玛丽-皮埃尔·蓬斯   | 72.1%                            |                                  | 克莱贝·梅基达 玛丽-皮埃尔·蓬斯   | 80.5%                            | [ 28 ]                           |
| 2021年法国大区选举               | 奧克西塔尼大區                   | 市镇                             |                                  | 卡萝尔·德尔加                    | 56.58%                           |                                  | 卡萝尔·德尔加                    | 69.73%                           | [ 29 ]                           |
| 2022年法国总统选举               | 法國                             | 市镇                             |                                  | 让-吕克·梅朗雄                   | 24.92%                           |                                  | 玛丽娜·勒庞                      | 55.82%                           | [ 25 ]                           |
| 2022年法国立法选举               | 埃罗省第五选区                   | 市镇                             |                                  | 奥雷利安·马南克                  | 34.12%                           |                                  | 皮埃尔·波拉尔                    | 53.05%                           | [ 25 ]                           |

## 人口
2020年，圣庞斯德托米耶尔市镇人口数量为1,749，在法国排名第6,123位。其中男性811人，女性938人，75岁及以上人口占15.3%，外籍人口数量为130人，人口密度为43人/平方公里，当地居民被称为（男性）或（女性）。Nssces2021)年，圣庞斯德托米耶尔境内出生14人，死亡人口34人。
| 圣庞斯德托米耶尔1901年－2020年人口变化情况 |
|                                            |
| 数据来源：Cassini、INSEE                   |

## 经济
圣庞斯德托米耶尔是一个区域性的中心市镇。截至2023年11月，圣庞斯德托米耶尔市镇范围内共有各类用人单位（包含自雇）433家，平均历史为22年，均为中小型企业（PME），2023年9月至11月间，当地的经济活力指数为0。（零售）、（农具销售）及（房屋工程）是当地2021年营业额最高的三个企业，分别为5,968,678欧元、1,538,284欧元和853,062欧元。

## 财政与居民收入
2021年，圣庞斯德托米耶尔的财政收入总额为2,171,320欧元，财政支出总额为1,715,970欧元，当年的债务总额为779,170欧元。2021年，圣庞斯德托米耶尔市镇通过增值税获得120,130欧元的收入，此外当地还共获得了815,570欧元的国家直接财政补助。
2019年，圣庞斯德托米耶尔的人均月收入总额为1,771欧元，低于法国平均水平（2,303欧元）。
2020年，圣庞斯德托米耶尔境内的青壮年（15至64岁）失业率为19.6%；2022年，当地27.9%的家庭拥有纳税资格，平均纳税1,792欧元，低于法国平均水平（4,393欧元）。

## 社会事务

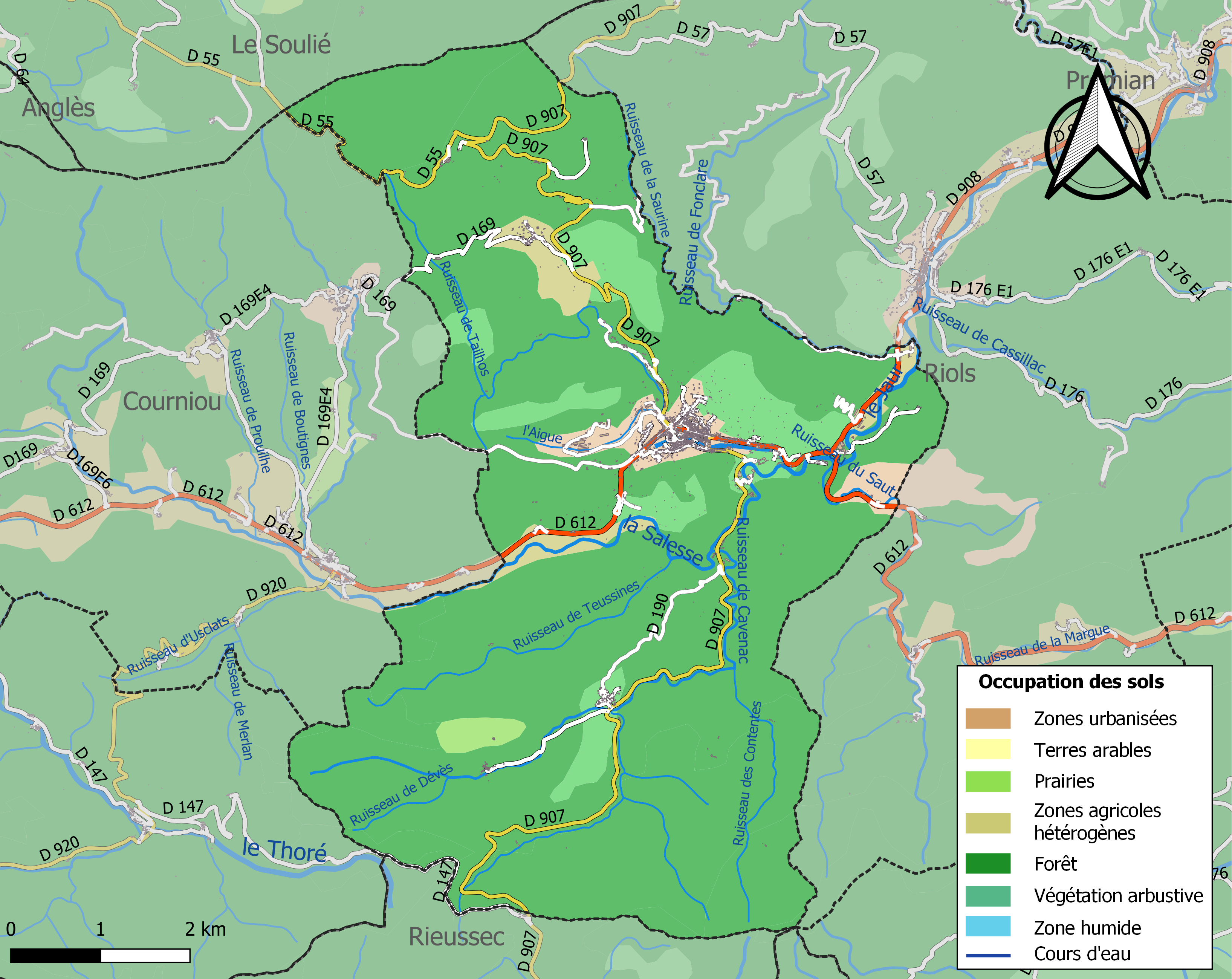
圣庞斯德托米耶尔土地利用情况地图

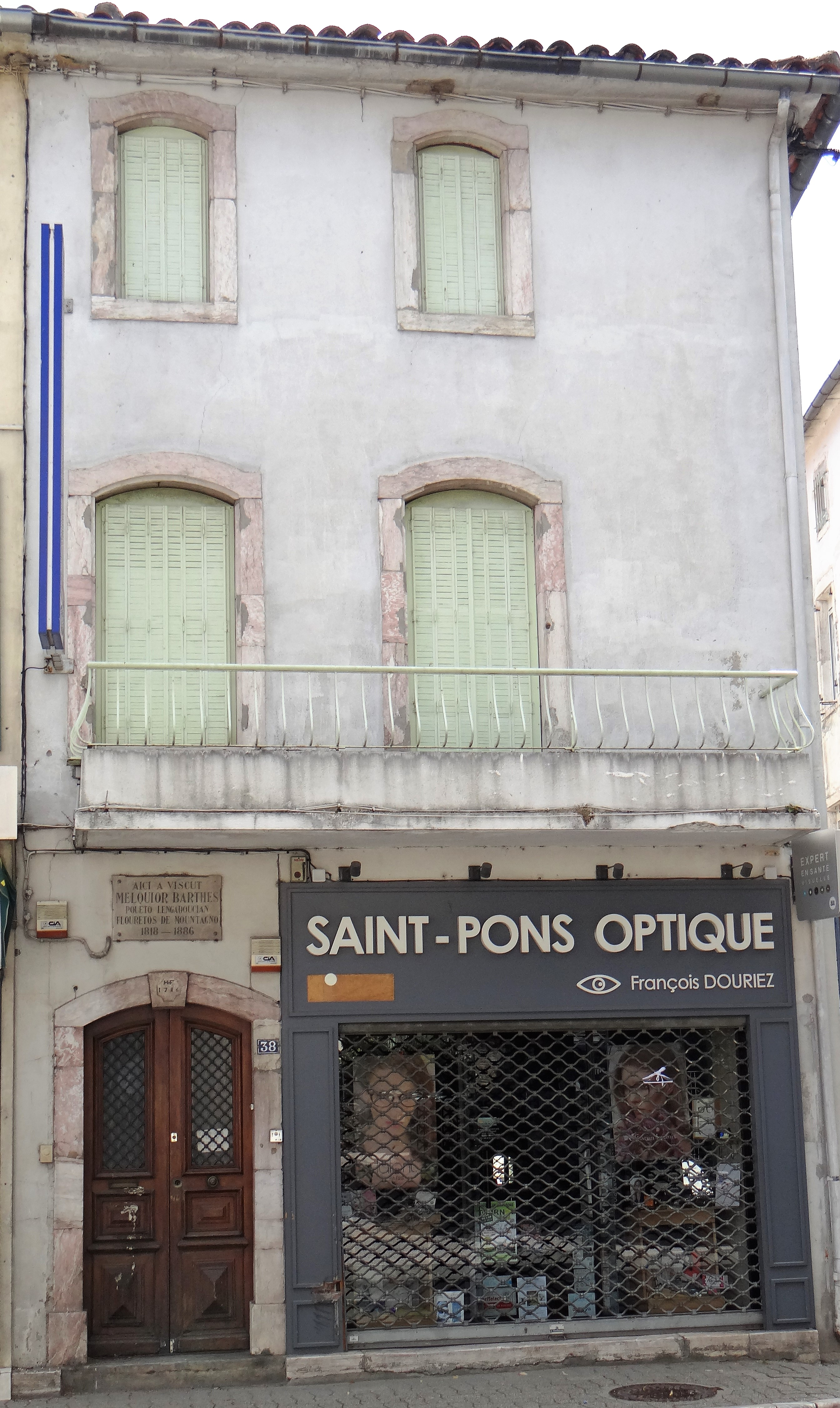
一处传统商住楼

### 教育
圣庞斯德托米耶尔属于蒙彼利埃学区。截至2021年1月1日，圣庞斯德托米耶尔境内共有1所幼儿园、2所小学、1所初级中学和1所职业高中。2021至2022学年度，圣庞斯德托米耶尔境内共有在校中等教育阶段学生261名。

### 医疗
截至2021年1月1日，圣庞斯德托米耶尔境内共有全科医生5名、保健师3名、牙医2名、护士10名和助产士1名。境内共有药房1家、残疾人帮扶中心2家。
圣庞斯德托米耶尔中心医院（Centre Hospitalier de Saint-Pons-de-Thomières）是法国的一个区域性医疗机构，其主病区位于圣庞斯德托米耶尔市区，设有床位213个，是当地规模最大的公立综合性医院。

### 住房
2020年，圣庞斯德托米耶尔境内共有各类住房1,428套，其中64.6%为独立式居民区，34.7%为集中式居民区。常住房屋占圣庞斯德托米耶尔市镇范围内居民建筑总量的56.0%。
在住房保障政策方面，2022年，圣庞斯德托米耶尔境内共有314户家庭获得了住房经济补助，受益人数占总人口数量的17.0%，其中293份为房租补助。

### 商业
2021年，圣庞斯德托米耶尔境内共有各类实体商铺64家，其中餐厅10家、大型超市2家、杂货店1家、面包房5家、银行门店2家、美容美发店4家、汽车维修店3家。圣庞斯德托米耶尔镇中心建有一家Intermarché超市。

### 体育
2021年，圣庞斯德托米耶尔境内共有1家游泳池、1间体育馆、1座综合体育场、2处网球场、2处足球或橄榄球场以及1处篮球或排球场。
截至2023年11月，圣庞斯德托米耶尔境内暂无任何注册足球俱乐部。

### 环境
圣庞斯德托米耶尔的环境事务由其所属的米内尔瓦—卡鲁市镇公共社区联合各级政府协调负责。2021年，圣庞斯德托米耶尔境内暂无污染企业。

### 治安
2021年，圣庞斯德托米耶尔市镇范围内共有1处宪兵队。
圣庞斯德托米耶尔及其附近的共109个市镇是贝济耶国家宪兵队（zone gendarmerie de Béziers）的管辖范围。2020年，该宪兵队累计记录各类案件4,196起，其中盗窃类案件2,057起，经济类案件557起，毒品交易类案件419起。

## 文化

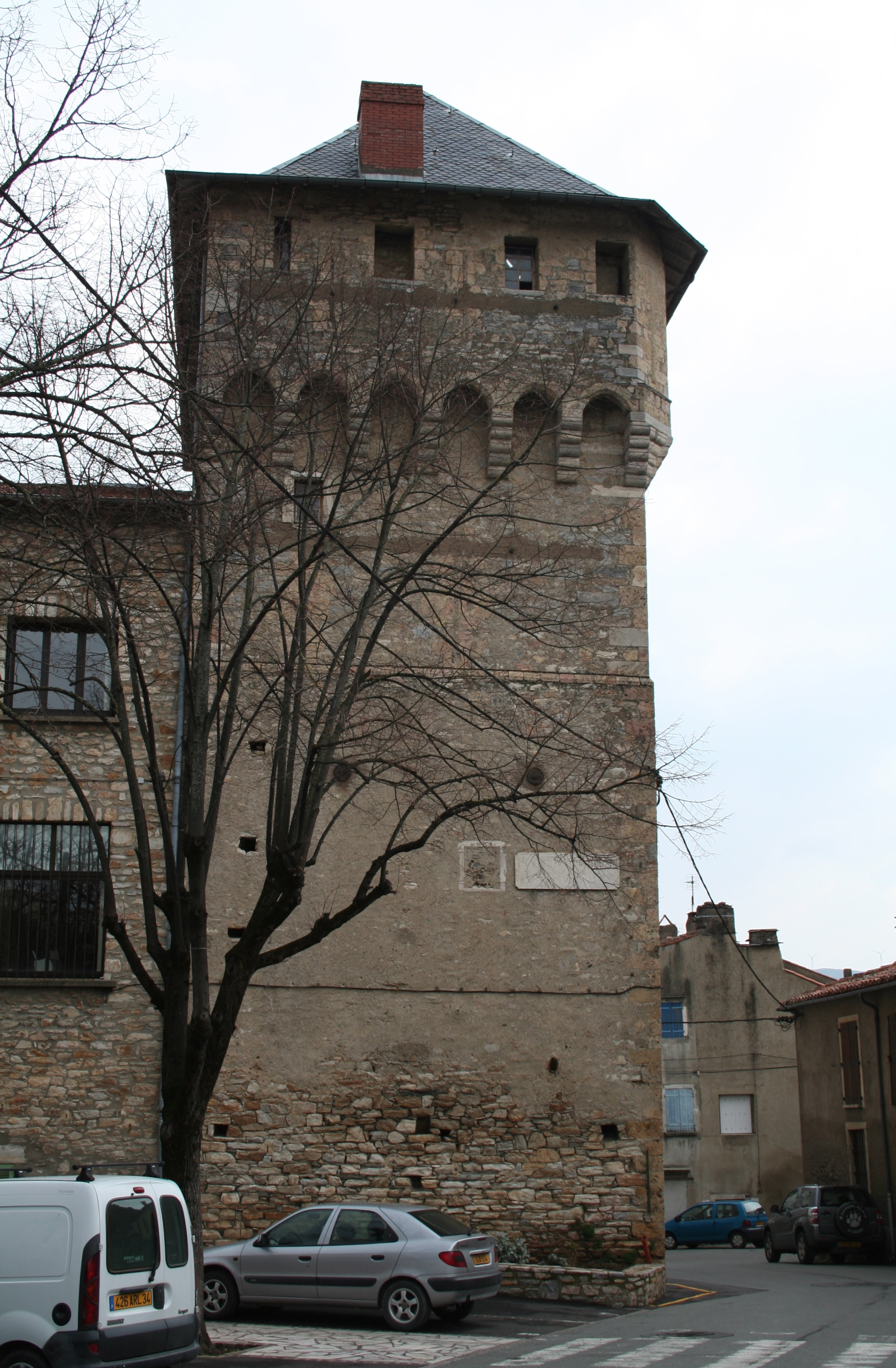
伯爵塔

2021年，圣庞斯德托米耶尔境内共有1家电影院和1家博物馆。圣庞斯德托米耶尔镇中心建有皮埃尔·格拉尼耶多媒体中心（Médiathèque Pierre Granier），每周二、三、五向公众开放。

### 建筑
圣庞斯德托米耶尔境内有多处历史建筑，其中圣庞斯大教堂和若尔圣马丁教堂（Église Saint-Martin-du-Jaur de Saint-Pons-de-Thomières）为法国国家文物保护单位，伯爵塔（Tour du Comte Pons）亦是当地的地标性建筑物。

### 旅游
圣庞斯德托米耶尔的旅游事务由其所属的米内尔瓦—卡鲁市镇公共社区负责。2023年，圣庞斯德托米耶尔境内有3个露营地，可容纳共165辆露营车。

### 媒体
法国主要的媒体均可在圣庞斯德托米耶尔接收，法国电视三台下属的奥克西塔尼大区频道在部分时段播出圣庞斯德托米耶尔所在埃罗省的地方新闻。奥克西塔尼蒙彼利埃电视台、《自由南部》、蓝色法兰西埃罗广播等是当地主要的地方性媒体。

## 相关人物
法国足球运动员皮埃尔·卡于扎克出生于圣庞斯德托米耶尔。

## 友好城市
截至2023年11月，圣庞斯德托米耶尔共与一座城市建立了友好城市关系：
- 西班牙 纳瓦尔克莱斯